# Frank Church
Frank Forrester Church III, más conocido como Frank Church (25 de julio de 1924 - 7 de abril de 1984) fue un político y abogado estadounidense. Miembro del Partido Demócrata, fue un célebre senador de los Estados Unidos por Idaho entre 1957 y 1981. Fue candidato a la nominación demócrata para la carrera presidencial de cara a las elecciones presidenciales de Estados Unidos de 1976, perdiendo en primarias frente a Jimmy Carter, quien sería elegido presidente.
Es conocido por haber presidido el Comité Selecto del Senado de los Estados Unidos para el Estudio de las Operaciones Gubernamentales Respecto a las Actividades de Inteligencia, más conocido como Comité Church, que realizó extensas investigaciones sobre las operaciones llevadas a cabo por la Comunidad de Inteligencia en las décadas precedentes. Sus informes sacaron a la luz los abusos cometidos por los servicios de inteligencia y agencias federales tanto dentro de Estados Unidos como en numerosos países de todo el mundo. Church también destapó la existencia de la Agencia de Seguridad Nacional (NSA) y sus bastos programas de vigilancia, además de numerosas operaciones ilegales secretas de la Agencia Central de Inteligencia (CIA).
Las duras conclusiones a las que llegó el comité provocaron cambios profundos en las leyes que regían las actividades de inteligencia en el país. Tras sus investigaciones, Church defendió el establecimiento de mayores controles a estas agencias por su potencial daño a la privacidad y derechos de los ciudadanos. Murió de cáncer de páncreas en 1984, a los 59 años de edad.

## Primeros años
Nacido y criado en Boise, Idaho, Church fue el menor de dos hijos que tuvieron Frank (II) y Laura Bilderback Church. Su padre era copropietario de una tienda de artículos deportivos, y le gustaba llevar a sus hijos de pesca, de senderismo por la montaña o de excursiones de caza. La familia era católica y conservadora, y Frank III asistió a la Escuela St. Joseph, donde sus compañeros lo apodaban «Frosty». Su hermano mayor, Richard, hizo carrera en el ejército como oficial del Cuerpo de Marines y se retiró con el rango de coronel.
Durante su juventud Church admiró a William E. Borah, quien había representado a Idaho en el Senado de Estados Unidos entre 1907 y 1940. Church se graduó en el Boise High School en 1942, donde fue elegido presidente del cuerpo estudiantil. En su tercer año en el instituto, en 1941, ganó el Concurso Nacional de Oratoria de la Legión Estadounidense (American Legion National Oratorical Contest). Church se matriculó en la Universidad de Stanford de California en 1942 y el premio del concurso le sirvió para poder pagarse sus estudios durante cuatro años; en Stanford formó parte de la fraternidad Theta Xi. Sin embargo, apenas se había matriculado, se alistó en el Ejército de Estados Unidos, en plena Segunda Guerra Mundial, tras ser llamado a filas y terminar su formación como oficial en Fort Benning, en el estado de Georgia. Para su vigésimo cumpleaños, en 1944, ya era subteniente y sirvió como oficial de la inteligencia militar en el sudeste asiático, concretamente en China, Birmania e India. Tras ser desmovilizado en 1946, regresó a Stanford para completar sus estudios, recibiendo su licenciatura en Ciencias Políticas en 1947 con mención de honor Phi Beta Kappa.
En junio de 1947 se casó con Bethine Clark, hija de Chase Clark, antiguo gobernador demócrata de Idaho y juez federal por ese estado. La boda tuvo lugar en Robinson Bar Ranch, el rancho familiar de la familia Clark en las montañas al este de Stanley —que posteriormente, desde 1981, pertenecería a la cantante Carole King—. Church entró en la Escuela de Derecho de la Universidad de Harvard en otoño de ese mismo año, pero después de un año allí se trasladó a la Escuela de Derecho de Stanford, creyendo que el frío invierno de Massachusetts era la causa de su dolor de espalda. El dolor no solo no desapareció, sino que poco después se le diagnosticó un cáncer de testículo y apenas le dieron unos pocos meses de vida. Sin embargo, tras un tratamiento con rayos X se recuperó. Esta «segunda oportunidad» le llevó a reflexionar y más adelante diría que «la vida en sí misma es una propuesta tan arriesgada que la única manera de vivir es a través de grandes posibilidades». En 1950, se graduó por la Escuela de Derecho de Stanford y volvió a Boise para ejercer la abogacía y enseñar oratoria en la Universidad Estatal de la ciudad.
Frank y Bethine tuvieron dos hijos, Frank Forrester Church IV y Chase Clark Church. Ambos recibieron esos nombres en honor a sus abuelos.

## Carrera política
Church se convirtió en un activo demócrata de Idaho y después de un fallido intento de entrar en la legislatura estatal de 1952, se postuló para el Senado de los Estados Unidos en 1956. Tras unas reñidas primarias dentro del partido contra el exsenador Glen H. Taylor, Church derrotó en las elecciones por un amplio margen al candidato republicano Herman Welker. A la edad de 32 años, fue el quinto miembro más joven en ser investido senador. Sería reelegido en tres ocasiones más (1962, 1968 y 1974), siendo el único demócrata en ser reelegido al Senado estadounidense por el estado de Idaho.
Nada más entrar en el Senado en enero de 1957, Church cometió un error y votó contra una medida apoyada por el líder de la mayoría demócrata, Lyndon Johnson, por lo que Johnson castigó a Church apartándolo y ninguneándolo durante los siguientes seis meses. Church encontró cobijo en el líder de la minoría republicana, William Knowland. Sin embargo Church consiguió el beneplácito de Johnson al ayudarle de forma clave a lograr la aprobación de la Civil Rights Act de 1957. Lyndon B. Johnson quedó tan agradecido que convirtió al joven senador en un verdadero discípulo, y le recompensó con altos cargos, como un lugar en el prestigioso Comité de Relaciones Exteriores del Senado, cargo que le permitió a Church seguir los pasos de su ídolo, William Borah. Documentos desclasificados posteriormente mostraron que Church se enfrentó a puerta cerrada con su mentor tras el incidente del Golfo de Tonkin de 1964,, un suceso que sirvió como pretexto para la intervención estadounidense en Vietnam, pero que en realidad nunca sucedió, haciendo esta profética advertencia:

En una democracia no se puede esperar del pueblo, cuyos hijos están siendo y serán asesinados, que acepte su criterio cuando se le está ocultando la verdad.

En 1967 se lanzó una campaña contra Church liderada por el republicano Ron Rankin, comisionado por el condado de Kootenai, al norte de Idaho. Rankin pidió sin éxito al secretario de estado de Idaho que aceptara sus peticiones para revocar a Church. La Corte de Distrito de los Estados Unidos para Idaho dictaminó que las leyes de retiro del estado no se podían aplicar a los senadores, porque ello violaría la Constitución de Estados Unidos. Allan Shepard, el entonces fiscal general de Idaho, aceptó la decisión del tribunal. La mayoría de los comentaristas de la época creyeron que este intento de destruirle acabaría fortaleciendo a Church, pues le permitiría presentarse como un mártir político perseguido; en efecto, Church fue reelegido en las elecciones de 1968 con un 60% de los votos, su mejor registro porcentual, con 20 puntos de diferencia sobre el candidato y congresista republicano George V. Hansen.

### Guerra de Vietnam y el Comité Church
Frank Church fue una figura clave de la política exterior de los Estados Unidos durante la década de 1970 al punto que llegó a ser presidente del Comité de Relaciones Exteriores entre 1979 y 1981. Tras sus dudas en privado sobre la política estadounidense en Vietnam, Church fue uno de los primeros senadores en oponerse públicamente a la guerra en la década de 1960, a pesar de haber apoyado el conflicto anteriormente. Fue coautor de dos iniciativas legislativas para restringir la participación de su país en la guerra: las enmiendas Cooper–Church y Case–Church, que prohibieron cualquier tipo de intervención militar en Vietnam, Laos y Camboya.
En septiembre de 1970, anunció en un discurso televisado a toda la nación que «las palomas habían ganado». El autor David F. Schmitz afirma que Church se felicitaba porque pensaba que las dos proposiciones fundamentales de los movimientos antibelicistas, lograr una paz negociada y la retirada de las tropas estadounidenses, se habían convertido en la política oficial. El único debate que pensaba que seguía abierto era cuando retirarse, a pesar de que años atrás el debate era si retirarse o no. Church concluiría que: 

El último servicio que las palomas pueden realizar por su país es insistir en que el programa de retirada del presidente Nixon conduzca a una vietnamización de la guerra. No debe convertirse en un dispositivo para reducir y luego perpetuar la presencia militar estadounidense en Vietnam de forma indefinida. Nuestro largo calvario en esta errónea guerra debe terminar. La crisis que sufrimos en nuestra propia tierra, las divisiones más profundas de nuestro pueblo y los problemas enconados que no han sido atendidos aquí en casa son mucho más importantes para el futuro de nuestra República que cualquier cosa que nos juguemos en Indochina.

El senador sostenía que los opositores a la guerra de Vietnam eran necesarios para evitar casos de corrupción en las instituciones de la nación. Para él los opositores eran «el más alto concepto de patriotismo», pues este no era un patriotismo conformista.
Church ganó mucha fama a nivel nacional durante su servicio al frente del Comité Selecto del Senado de los Estados Unidos para el Estudio de las Operaciones Gubernamentales Respecto a las Actividades de Inteligencia, más conocido como Comité Church, entre 1975 y 1976. El comité realizó extensas investigaciones sobre las actividades al margen de la legalidad que habían desarrollado la Oficina Federal de Investigación (FBI) y la Agencia Central de Inteligencia (CIA) durante las décadas precedentes, como las operaciones encubiertas y otras relacionadas con el espionaje y la recolección de inteligencia. La comisión investigó las conexiones de la CIA con el tráfico de drogas en el Triángulo de Oro asiático y las guerras secretas respaldadas por Estados Unidos en países del Tercer Mundo con la CIA como su brazo ejecutor. El comité reveló las implicaciones de la CIA en guerras subsidiarias y asesinatos e intentos de asesinato de figuras políticas, sus actividades de sabotaje e instigación en países sudamericanos, Vietnam y otros países por todo el mundo, el intento de invasión de Cuba por Bahía de Cochinos, sus programas de control mental o sus actividades dentro de territorio estadounidense contra los opositores a la guerra de Vietnam (operación MHCHAOS). Church, junto con el senador Sam Ervin y las audiencias del Comité Church, sentarían las bases de la Ley de Vigilancia de Inteligencia Extranjera de 1978. El FBI por su parte, según las investigaciones, realizó todo tipo de actos de vigilancia, infiltración y sabotaje en organizaciones por los derechos civiles y antibélicos con el fin de desestabilizar y acabar con las protestas, sobre todo a través de COINTELPRO. Sobre el espionaje masivo de ciudadanos estadounidenses, el comité diría en una de sus conclusiones finales:

Demasiadas personas han sido espiadas por demasiadas agencias del Gobierno y demasiada información ha sido recolectada. El Gobierno a menudo ha vigilado secretamente a ciudadanos según sus creencias políticas, incluso cuando esas creencias no suponían amenaza alguna de violencia o actos ilegales en nombre de un poder extranjero hostil. El Gobierno, operando principalmente a través de informantes secretos, pero también usando otras técnicas intrusivas como pinchazos telefónicos, micrófonos espía, apertura de correo subrepticia, y robos, ha barrido vastas cantidades de información sobre las vidas, creencias y asociaciones personales de ciudadanos estadounidenses (...) Se han acosado y desbaratado grupos e individuos por sus puntos de vista políticos y sus estilos de vida. Se han empleado tácticas desagradables y despiadadas, incluyendo intentos anónimos para romper matrimonios, interrumpir encuentros, condenar al ostracismo a personas en sus profesiones y provocar rivalidades entre grupos objetivo que podrían haber resultado en muertes. Las agencias de inteligencia han servido a los objetivos políticos y personales de presidentes y otros altos oficiales (...) Oficiales gubernamentales —incluyendo a aquellos cuyo deber principal es hacer cumplir la ley— han violado o ignorado la ley durante largos periodos temporales y han abogado y defendido su derecho a incumplir la ley (...) El sistema Constitucional de comprobaciones y balances no ha controlado adecuadamente las actividades de inteligencia.

Daniel Ellsberg, quien filtró los Pentagon Papers sobre las actividades de Estados Unidos en Vietnam, citó las siguientes palabras de Church sobre la Agencia de Seguridad Nacional (NSA), una agencia de inteligencia cuya existencia desveló el comité después de dos décadas operando de forma secreta: 

Conozco la capacidad que existe para imponer una tiranía total en EE. UU. y tenemos que velar porque esta agencia y todas las demás que posean esta tecnología operen dentro de la ley y bajo una adecuada supervisión, de forma que nunca crucemos ese abismo. Ese es un punto de no retorno.

#### Espionaje de la NSA al senador Church
En una operación secreta de nombre en clave «Proyecto Minaret», la Agencia de Seguridad Nacional (NSA) vigiló las comunicaciones de destacados líderes estadounidenses, como el senador Howard Baker, Martin Luther King, periodistas o deportistas; entre ellos se encontraba Frank Church, debido a que había criticado la intervención de Estados Unidos en la guerra de Vietnam. Una revisión de Minaret por parte de la propia NSA concluyó que la operación «no es que tuviera mala reputación, sino que francamente era ilegal».

### Medioambiente y otros temas

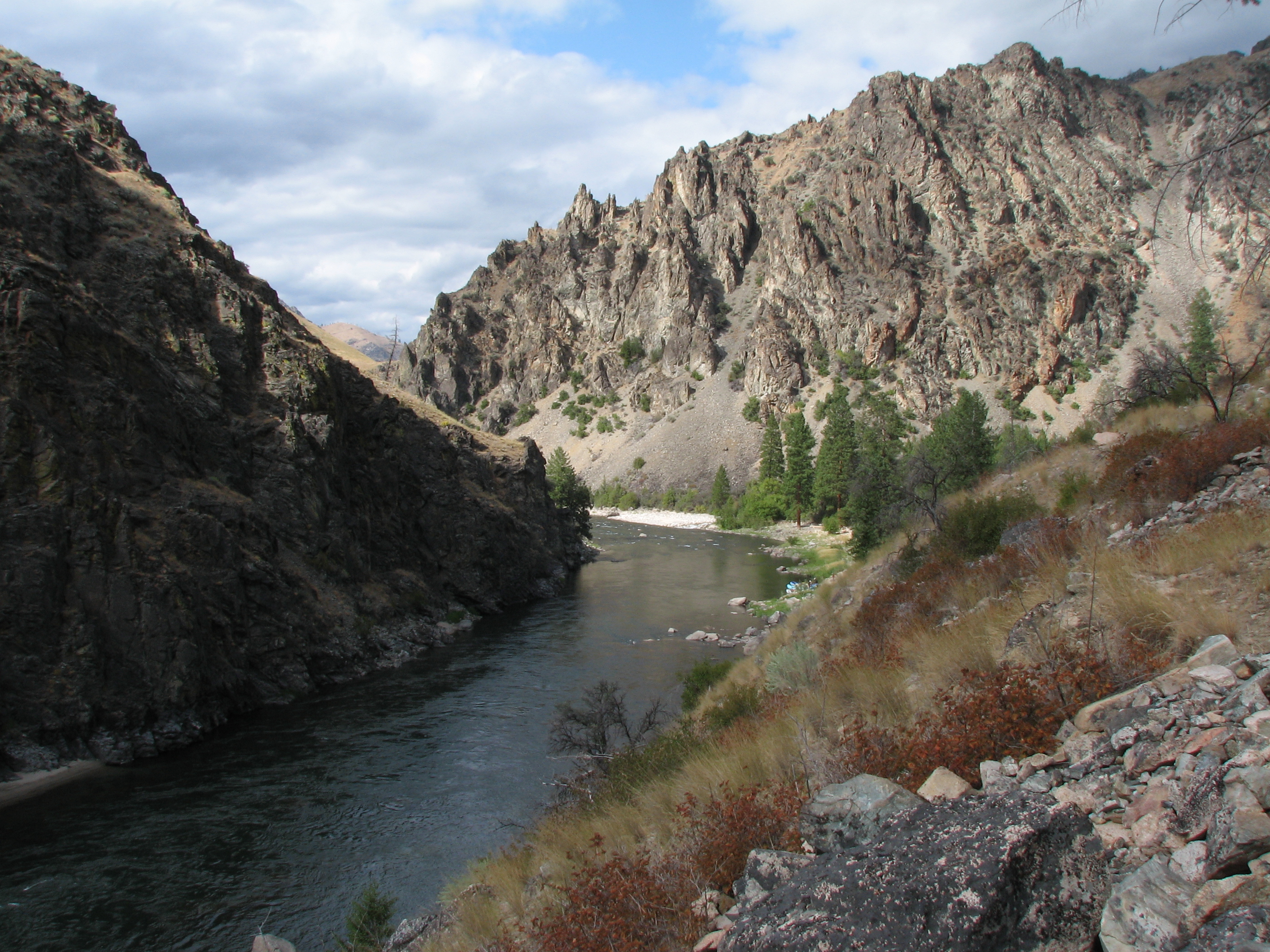
Vista del área silvestre protegida, gracias al senador, Frank Church—River of No Return Wilderness, que lleva su nombre en su honor y se encuentra en su Idaho natal.

Church también es recordado por su historial como legislador progresista y comprometido con el medio ambiente; como senador jugó un papel importante en la creación del sistema de áreas silvestres protegidas en la década de 1960. En 1964 Church fue uno de los patrocinadores de la Wilderness Act que consiguió proteger 36.000 km² de tierras desérticas pertenecientes al gobierno federal. En 1968 también patrocinó la Ley de Río salvaje y paisajístico nacional y consiguió aprobar una moratoria de diez años en la transferencia de agua desde el noroeste del Pacífico a California que el gobierno federal tenía preparada. Junto con otros legisladores, Church ayudó a establecer el Hells Canyon National Recreation Area en la frontera entre Oregón y Idaho, que protegía la garganta de la construcción de presas. También fue el autor principal en 1972 del establecimiento de las zonas protegidas de Sawtooth Wilderness y el Sawtooth National Recreation Area en su Idaho natal.
En su último año en el Senado, en 1980, jugó un papel determinante en la creación de un área silvestre protegida que más tarde se rebautizaría en 1984 con el nombre de Frank Church —River of No Return Wilderness— a petición del senador Jim McClure, en honor del senador, cuando se le diagnosticó el cáncer que acabaría con su vida; el presidente Reagan formalizó el cambio de nombre apenas cuatro semanas antes de la muerte de Church. El área protegida se extendió a más de 18.850 km², convirtiéndose en el área silvestre protegido más grande del país fuera de Alaska. Frank Church era considerado políticamente progresista, una situación paradójica, teniendo en cuenta que representaba a uno de los estados más conservadores del país; sin embargo, al contrario que personas ideológicamente cercanas, se oponía de forma contundente al control de armas. Fue, en 1979, el primer legislador en divulgar y protestar contra la presencia de tropas soviéticas en Cuba. Según el Christian Science Monitor, esta actitud de Church tenía la intención de quitar argumentos a su rival electoral, que lo acusaba de haber debilitado militarmente a Estados Unidos por sus investigaciones en el Comité de Relaciones Exteriores y el Comité Church. En 1974, Church colaboró con el senador Frank Moss para patrocinar la primera legislación que proporcionaría fondos federales para programas de hospicio. El proyecto no tuvo mucho apoyo y no fue llevado a votación. Sin embargo, en 1982, el Congreso incluyó los programas de hospicio como beneficiarios de fondos federales dentro de Medicare.
Entre finales de 1975 y principios de 1976, un subcomité del Senado de Estados Unidos dirigido por Church llegó a la conclusión de que los miembros de la empresa Lockheed habían sobornado a altos funcionarios de gobiernos aliados para garantizarse contratos de aviones militares, en una serie de pagos ilegales y contribuciones que se realizaban desde hacía casi veinte años, entre finales de la década de 1950 y la década de 1970. En 1976 salió a la luz que Lockheed había pagado 22 millones de dólares en sobornos a funcionarios extranjeros de Alemania Federal, Italia, Japón, Países Bajos y Arabia Saudí durante procesos de negociación de contratos militares —venta de aviones—. El más famosos de ellos fue el llamado «contrato del siglo» con la República Federal Alemana, que consistía en la venta de 900 aviones F-104 Starfigter a ese país, contrato que Lockheed supuestamente se aseguró con el pago de 10 millones de dólares al entonces Ministro de Defensa alemán Franz Josef Strauß y a la Unión Social Cristiana de Baviera, partido al que pertenecía.
También ayudó a aprobar la «cláusula de conciencia», que prohibía al gobierno obligar a los hospitales religiosos a realizar abortos en caso de que se negaran.

### Últimos años en la política
En 1976, Church buscó de manera tardía la nominación del Partido Demócrata a la Presidencia de los Estados Unidos, anunciando su candidatura el 18 de marzo en la rústica Idaho City, lugar de nacimiento de su padre. A pesar de ganar las primarias en Nebraska, Idaho, Oregón y Montana, se retiró a favor del candidato favorito, el exgobernador de Georgia Jimmy Carter.

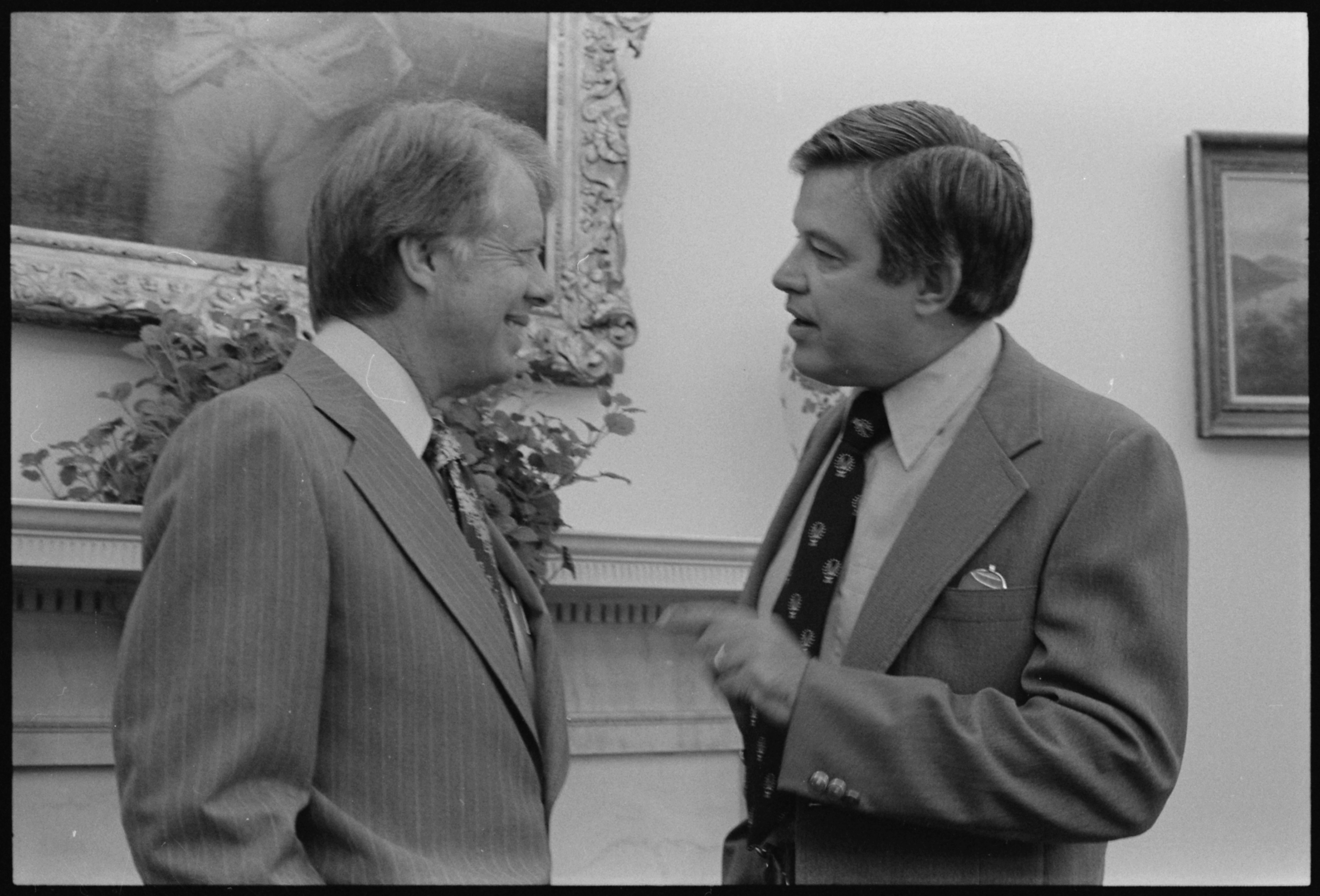
Church (derecha de la imagen) hablando con Jimmy Carter (izquierda) en agosto de 1977. Church perdió la nominación a la presidencia en favor de Carter, quien al contrario de lo que se esperaba, no lo eligió como su candidato a la vicepresicencia

Para junio, Carter se aseguró la nominación y empezó a entrevistarse con los potenciales candidatos a la vicepresidencia. Los expertos predijeron que Carter elegiría a Church, aprovechando que era un experimentado senador con fuertes tendencias liberales. A pesar de las presiones de los amigos de Church, que intentaron interceder en su nombre ante Carter, durante el tiempo en el que el puesto estuvo en el aire Carter se entrevistó en su casa de Plains, Georgia, con los senadores Edmund Muskie, John Glenn y Walter Mondale. No sería hasta la convención demócrata en Nueva York, cuando se reuniese con Frank Church, además de con Henry M. Jackson y Adlai Stevenson III. Finalmente Carter eligió a Mondale, aunque Carter admitiría más tarde que su primera opción fue Church.
Church fue el principal partidario en el Congreso de los Tratados Torrijos-Carter, que devolvían el Canal de Panamá a Panamá. Esta posición del senador resultó ser muy impopular en Idaho y dio lugar a la formación de la «Anybody But Church Committee» –en español Comité Cualquiera Menos Church– (ABC), que junto a la influyente organización derechista National Conservative Political Action Committee (NCPAC), se propusieron hacer que Church perdiese la reelección. Como estas organizaciones no tenían conexiones formales con el congresista republicano y conservador Steve Symms durante la campaña electoral de 1980, gracias a la antigua ley electoral federal, pudieron gastar todo el dinero que quisieron para intentar derrotar a Frank Church.
Church perdió su reelección para un quinto mandato, y Symms salió victorioso, aunque con una ajustada diferencia del 0,9% de los votos. Su derrota se atribuyó a las actividades de ABC y el anuncio por los medios de comunicación nacionales de que el candidato republicano presidencial de Ronald Reagan conseguiría una victoria abrumadora en el estado de Idaho. Estas predicciones fueron emitidas antes del cierre de las urnas, por lo que según análisis posteriores, elevó la abstención entre aquellos demócratas más moderados que aún no habían votado, decantando la balanza a favor de los republicanos. Frank Church sigue siendo el último demócrata que ha ejercido como senador de los Estados Unidos por el estado de Idaho.

## Resultados electorales
| Año  |  | Demócrata           | Votos   | %     |  | Republicano          | Votos   | %     |  | 3º candidato     | Partido    | Votos  | %    |  |
| ---- |  | ------------------- | ------- | ----- |  | -------------------- | ------- | ----- |  | ---------------- | ---------- | ------ | ---- |  |
| 1956 |  | Frank Church        | 149.096 | 56,2% |  | Herman Welker (inc.) | 102.781 | 38,7% |  | Glen H. Taylor   | Write-In   | 13.415 | 5,1% |  |
| 1962 |  | Frank Church (inc.) | 141.657 | 54,7% |  | Jack Hawley          | 117.129 | 45,3% |  |                  |            |        |      |  |
| 1968 |  | Frank Church (inc.) | 173.482 | 60,3% |  | George V. Hansen     | 114.394 | 39,7% |  |                  |            |        |      |  |
| 1974 |  | Frank Church (inc.) | 145.140 | 56,1% |  | Bob Smith            | 109.072 | 42,1% |  | Jean L. Stoddard | Americano  | 4635   | 1,8% |  |
| 1980 |  | Frank Church (inc.) | 214.439 | 48,8% |  | Steve Symms          | 218.701 | 49,7% |  | Larry Fullmer    | Libertario | 6507   | 1,5% |  |

Después de 24 años como senador de Estados Unidos, Church fue contratado para temas de derecho internacional por la firma Whitman & Ransom de Washington D. C., especializada en Asia.

## Muerte
Tres años después de abandonar el Senado, Church fue hospitalizado por un cáncer de páncreas el 12 de enero de 1984. En menos de tres meses murió, el 7 de abril de 1984 a los 59 años de edad en su casa de Bethesda, Maryland. Se celebró una misa en su honor en la Catedral Nacional de Washington y posteriormente su cuerpo fue trasladado en avión a su casa en el estado de Idaho. Su capilla ardiente se instaló a los pies del Capitolio del Estado de Idaho. Su funeral se celebró en el centro de Boise, en la Catedral de los Rockies, el 12 de abril, y fue televisado en todo el estado. Church fue enterrado en el cementerio de Morris Hill, cerca de su héroe de la infancia, el senador William Borah. Sus padres y abuelos paternos también yacen allí, en la zona de confesión católica. Sus abuelos maternos están enterrados en el Pioneer Cemetery, al igual que sus bisabuelos Bayhouse.

## Legado
Church recibió un doctorado honoris causa por la Elizabethtown College de Pensilvania en 1983, en honor a su servicio al pueblo estadounidense durante su carrera en la administración. Sus papeles, originalmente depositados en su alma mater, la Universidad de Stanford, en 1981, fueron trasladados a la Universidad Estatal de Boise a petición de esta en 1984.
Durante el resto del siglo, ningún demócrata volvió a servir como senador en representación del estado de Idaho.

### Advertencia sobre la NSA
Church siempre se sorprendió por todo lo que había descubierto y aprendido durante la vigencia del Comité Church sobre las inmensas operaciones y capacidades de vigilancia electrónica de la Agencia de Seguridad Nacional (NSA), un organismo cuya existencia era desconocida para la gran mayoría de estadounidenses de la época, a pesar de llevar funcionando desde la década de 1950. Church declaró sobre esto en 1975:

Tenemos una extensa capacidad de interceptar mensajes, donde quiera que se encuentren esas ondas (...) Pero al mismo tiempo esa capacidad puede dar la vuelta hacia el pueblo estadounidense, y a ningún estadounidense le quedará algo de privacidad debido a la capacidad de vigilar todo, conversaciones telefónicas, telegramas, no importa. No quedará ningún lugar donde esconderse; y si el gobierno se convierte alguna vez en una tiranía (...) la capacidad tecnológica que la Comunidad de Inteligencia ha dado al gobierno podría permitirle imponer una tiranía total, y no habría manera de combatirla.

Al mismo tiempo, también advertía sobre la NSA:

No quiero ver algún día a este país cruzar el puente, porque yo conozco la capacidad que existe para imponer una tiranía total en EE.UU. y tenemos que velar porque esta agencia y todas las demás que posean esta tecnología operen dentro de la ley y bajo una adecuada supervisión, de forma que nunca crucemos ese abismo. Ese es un abismo sin retorno.

Comentaristas posteriores, como el abogado constitucionalista y periodista Glenn Greenwald, han elogiado las proféticas advertencias de Church sobre el posible giro de la NSA y su vigilancia sobre el pueblo estadounidense. Este autor, entre otros, señala como punto de inflexión en las actividades intrusivas de la NSA los atentados del 11 de septiembre de 2001. Las revelaciones posteriores, a partir de 2013, sobre la red de vigilancia mundial de la mano de Edward Snowden parecieron confirmar los temores expresados por Frank Church décadas atrás.